# Yoboué Konan
Yoboué Konan   (Abidjan, agost 1942 - Yopougon, 4 d'agost de 2005) fou un futbolista ivorià de la dècada de 1960.
Fou internacional amb la selecció de futbol de Costa d'Ivori. Pel que fa a clubs, destacà a ASEC Mimosas.
També fou entrenador a ASEC Mimosas, AS EECI, Denguélé d'Odienné i AS Ténéré.